# Hokki-ji

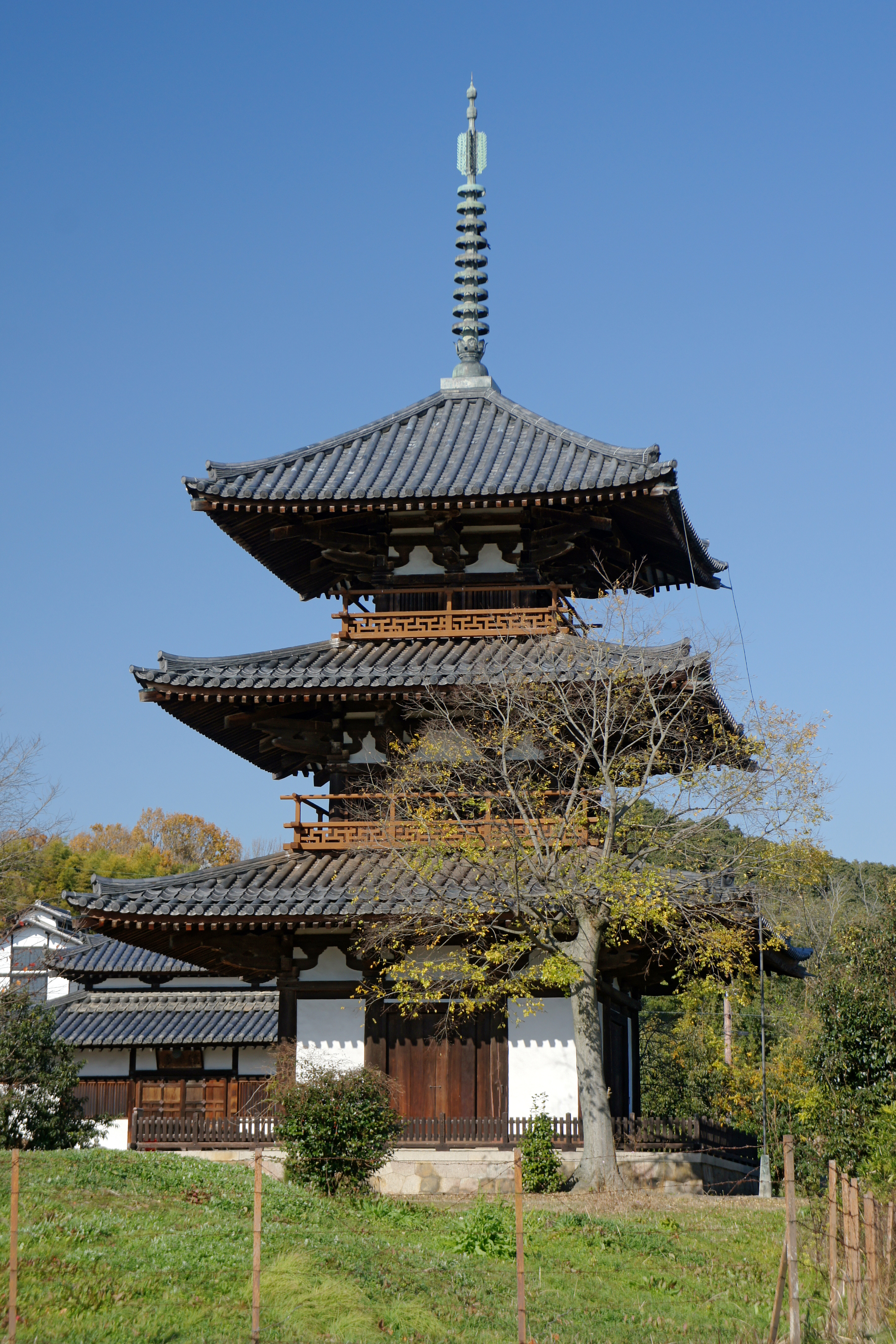
Hokki-jis pagod, en nationalskatt

Hokki-ji (法起寺?) — tidigare känt som Okamoto-dera (岡本寺?) och Ikejiri-dera (池後寺?) är ett buddhist-tempel i Okamoto, Ikaruga, Nara prefektur, Japan. Templets hedersprefix (sangō) är "Kōhonzan" (岡本山?), även om det sällan används. Templet byggdes till Avalokitesvaras ära, och en staty med 11 ansikten av gudinnan är det främsta som tillbes i templet. Hokki-ji anses ofta vara ett av de sju stora templen som grundades av prins Shōtoku, templet var dock inte färdigställt förrän ett par årtionden efter hans död. 1993 blev templet en del av världsarvet Buddhistiska monument i Horyu-ji-området.

## Historia
Hokki-ji är beläget i staden Ikaruga—a som under lång tid varit ett centrum för japansk buddhism och området har ett stort antal gamla tempel relaterade till prins Shotoku, såsom Hōrin-ji och Chūgū-ji.  Templet ligger på en låglänt höjd nordost om Hōryū-ji Tō-in. Det sägs att templet ligger på tommen av ruinerna till prinsens sista vilja och testament, hans son, prins Yamashiro, återuppbyggde det forna palatset som ett tempel. Utgrävningar som gjorts runt tempelgrunderna har avtäckt lämningar efter en byggnad vars pelare hade direktkontakt med marken, med andra ord det fanns ingen grundsten, vilket bekräftar att en annan byggnad stått på området före Hokki-ji.
Templet är planlagt så att huvudhallen och pagoden ligger längs en öst-västlig axel, liknande Horyu-ji Sai-ins plan. Huvudhallen ligger dock i väster och tornet i öster, tvärtemot Horyu-ji Sai-in. Denna tempellayout är känd som "Hokki-jistilen".

## Kulturellt värde
Den enda originalbyggnaden som står kvar är den 24 meter höga och tre våningar höga pagoden. Denna är den äldsta av sitt slag i Japan och är en av Japans nationalskatter. Föreläsningssalen är en rekonstruktion från 1694 och Shōten-dosalen är en rekonstruktion gjord 1863.
Helgedomen har en 3,5 meter trästaty som avbildar den 11-hövdade Avalokitesvara som skapades under senare delen av 900-talet. En bodhissatva i koppar gjord någon gång under andra halvan av 600-talet finns för närvarande på Nationalmuseet i Nara. Båda dessa föremål har fått status som Viktig kulturegendom i Japan.